# Nowi Trojany
Nowi Trojany (ukrainisch Нові Трояни; russisch Новые Трояны Nowye Trojany, rumänisch Traian, Traianul-Nou) ist ein im Budschak gelegenes Dorf in der ukrainischen Oblast Odessa mit etwa 4200 Einwohnern (2001).

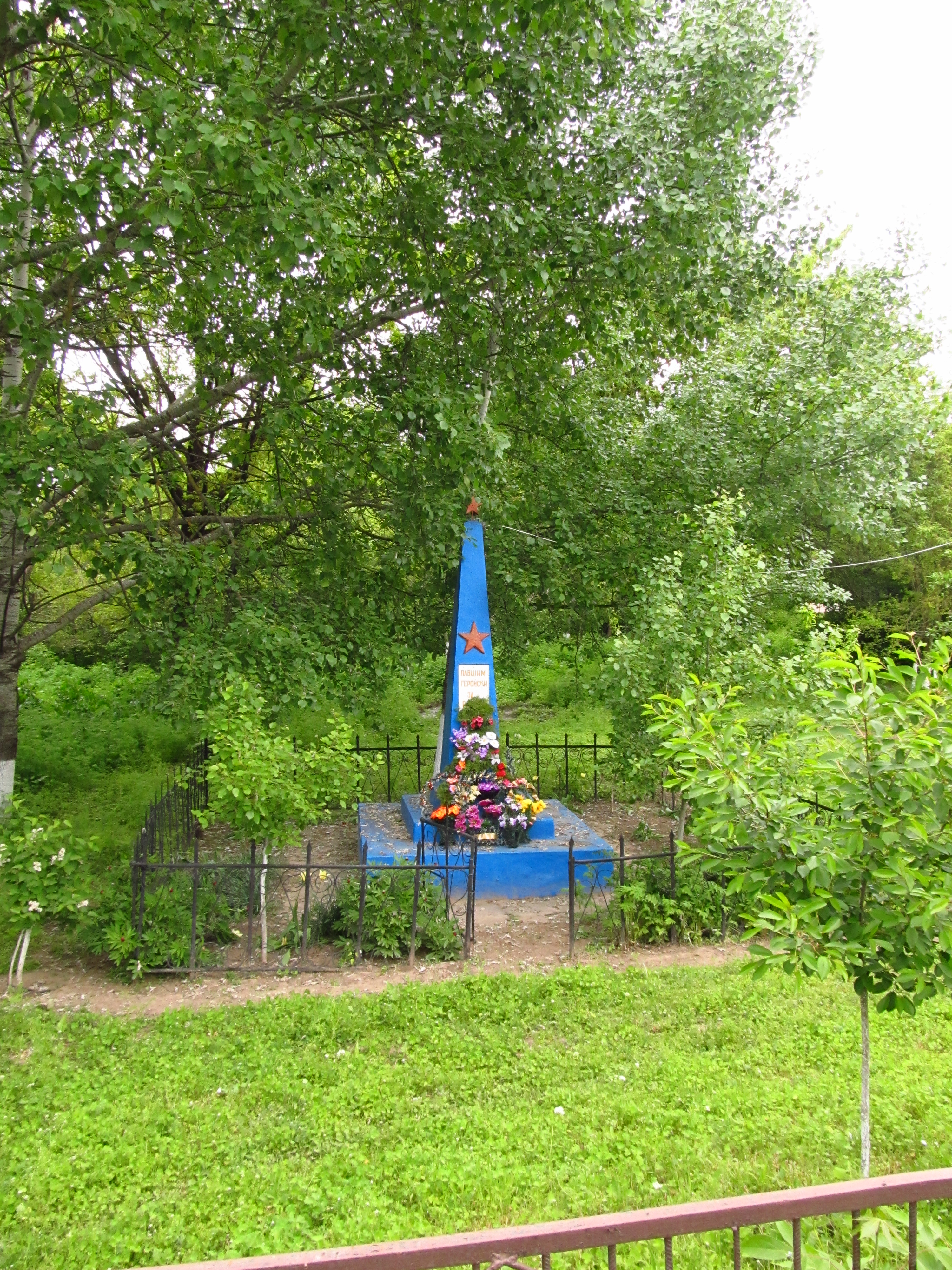
Kriegerdenkmal im Dorfzentrum

Das Dorf liegt am Welykyj Katlabuh (Великий Катлабуг), einem 48 km langen Zufluss zum Katlabuh-See nahe einem Grenzübergang der moldauisch-ukrainischen Grenze.
Nowi Trojany befindet sich nördlich von Horodnje, 43 km nordöstlich vom Rajonzentrum Bolhrad und etwa 195 km südwestlich vom Oblastzentrum Odessa. Westlich vom Dorf verläuft die Territorialstraße T–16–32.

## Geschichte
Nowi Trojany wurde 1829 im Gouvernement Bessarabien des Russischen Kaiserreiches gegründet. In den Wirren der Oktoberrevolution verlor Russland Bessarabien, dass sich zur 1917 Demokratischen Moldauischen Republik erklärte und im gleichen Jahr freiwillig an das Königreich Rumänien anschloss. Nach der Besetzung Bessarabiens 1940 durch die Sowjetunion lag Nowi Trojany im Rajon Bolhrad der Oblast Akkerman (ab dem 7. August 1940 Oblast Ismajil) in der Ukrainischen SSR. Zu Beginn des Deutsch-Sowjetischen Krieges kam das Dorf 1941 erneut an Rumänien. Nachdem die Rote Armee Bessarabien 1944 zurückerobert hatte, lag die Ortschaft wieder in der ukrainischen Oblast Ismajil, die 1954 in der Oblast Odessa aufging. 1991 wurde die Ortschaft Teil der unabhängigen Ukraine.

## Verwaltungsgliederung
Am 12. Juni 2020 wurde das Dorf ein Teil der Landgemeinde Horodnje; bis dahin bildete es die Landratsgemeinde Nowi Trojany (Новотроянівська сільська рада/Nowotrojaniwska silska rada) im Norden des Rajons Bolhrad.